# متیو رایان (بازیکن فوتبال)
متیو دیوید رایان (انگلیسی: Mathew David Ryan؛ زادهٔ ۸ آوریل ۱۹۹۲) بازیکن فوتبال اهل استرالیا است که برای باشگاه باشگاه فوتبال رم بازی می‌کند.
وی با تیم ملی فوتبال استرالیا درجام ملت‌های آسیا ۲۰۱۵ قهرمان شد و به عنوان بهترین دروازبان جام ملت‌های اسیا ۲۰۱۵ انتخاب شد.